# حسين صالح الجروي
العميد حسين صالح الجروي مشعبة هو عسكري يمني من مديرية مكيراس محافظة أبين جنوب البلاد، كان قائد للواء 107 مشاة حتى قتل في استهداف طائرة عسكرية تقله في مديرية صرواح بمحافظة مأرب حيث قتل فيها هو وسبعة من مرافقيه في 6 أغسطس.

## ملابسات الحادث
معظم الجثث تفحمت بفعل احتراق المروحية التي سقطت
افاد مصدر عسكري بأن العميد حسين مشعبة كان على متن سيارته عندما أعادته نقطة تفتيش أمنية في منطقة العرقين «وأحضروا له مروحية وقالوا له انها حفاظا على سلامته».
هذا ويحمي اللواء 107 حقول صافر النفطية في مأرب
وجاء حادث سقوط الطائرة في وقت تعمل فيه فرق هندسية على إصلاح أنبوب النفط الذي فجره المُخربون قبل أيام في مديرية الوادي تحت حماية قوة عسكرية من الجيش.
كما ان قوات الجيش قصفت بشكل عشوائي مناطق يعتقد أن المسلحين يتحصنون فيها في المنطقة.
2013.